# Accademia delle scienze di Lisbona

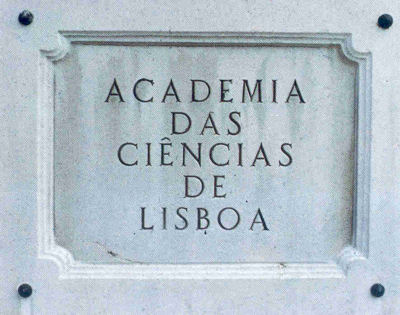
Targa all'ingresso dell'Accademia

La Accademia delle scienze di Lisbona (portoghese: Academia das Ciências de Lisboa) è l'accademia delle scienze del Portogallo. L'Accademia è anche l'ente regolatore della lingua portoghese in coordinamento con l'Accademia brasiliana delle lettere.

## Storia
L'Accademia fu fondata durante il regno di Maria I del Portogallo il 24 dicembre 1779, in pieno Illuminismo, come Academia Real das Sciencias de Lisboa con il motto nisi utile est quod facimus stulta est gloria.
Nel 1910, con la proclamazione della Repubblica Portoghese, prese il nome attuale di Academia das Ciências de Lisboa.
Il 28 maggio 1930 all'Accademia fu conferita la Gran Croce dell'Ordine Militare di San Giacomo della Spada.

## Sede
Lungo la sua storia l'Accademia ha cambiato sei sedi.
Dal 1833 ha sede nell'antico Convento del Gesù del Terz' Ordine Francescano, nella parte bassa del Bairro Alto di Lisbona.

## Organizzazione
L'Accademia è retta dallo statuto approvato con Decreto-Legge n.º 5 del 12 gennaio 1978 e successive modificazioni.
All'epoca della fondazione l'Accademia era divisa in tre classi: Scienze Naturali, Scienze Esatte, Belle Lettere.
Nel 1851 le prime due classi si unirono nella classe di Scienze, mentre l'ultima mutò il nome in classe di Lettere.
La classe di Scienze è costituita da sette sezioni:
- 1ª sezione: Matematica
- 2ª sezione: Fisica
- 3ª sezione: Chimica
- 4ª sezione: Scienze della Terra e dello Spazio
- 5ª sezione: Scienze Biologiche
- 6ª sezione: Scienze Mediche
- 7ª sezione: Scienze Ingegneristiche ed altre Scienze Applicate

La classe di Lettere è costituita da sette sezioni:
- 1ª sezione: Letteratura e Studi Letterari
- 2ª sezione: Filologia e Linguistica
- 3ª sezione: Filosofia, Psicologia e Scienza dell'Educazione
- 4ª sezione: Storia e Geografia
- 5ª sezione: Diritto e Scienza Politica
- 6ª sezione: Economia e Finanza
- 7ª sezione: Sociologia e altre Scienze Umane e Sociali

Ogni sezione conta cinque soci effettivi e dieci soci corrispondenti. Vi sono inoltre soci corrispondenti brasiliani, soci corrispondenti stranieri, soci onorari e soci emeriti.
L'Accademia delle Scienze di Lisbona comprende inoltre due istituti:
L'Istituto di Alti Studi, aperto a esperti e scienziati non appartenenti all'Accademia, promuove studi avanzati nelle scienze e nelle materie umanistiche.
L'Istituto di Lessicologia e Lessicografia della Lingua Portoghese si occupa della conservazione e diffusione della lingua portoghese; anche ad esso partecipano studiosi esterni all'Accademia. L'Istituto ha realizzato, fra l'altro, il Dicionário da Língua Portuguesa Contemporânea.